# 모스콥스
모스콥스(학명: Moschops. 그리스어로 '송아지 얼굴'을 뜻함)는 2억 6500~2억 6000만 년 전 페름기 과달루페세에 살았던 수궁류의 멸종한 속이다. 몸이 육중한 초식동물이었으며 하마처럼 물가 근처에 서식했을 것으로 보인다. 짧고 두꺼운 머리는 서로 경쟁할 때에 박치기용으로 쓰였을 것이다. 팔꿈치 관절은 바닥을 기어다니는 것보다는 좀 더 포유류와 같은 걸음걸이로 걷도록 해준다. 이들의 흔적은 남아프리카의 카루(Karoo) 지역에서 발견되었다. 모스콥스 등의 수궁류는 단궁류이자 페름기를 지배한 육상동물이다.

## 특징

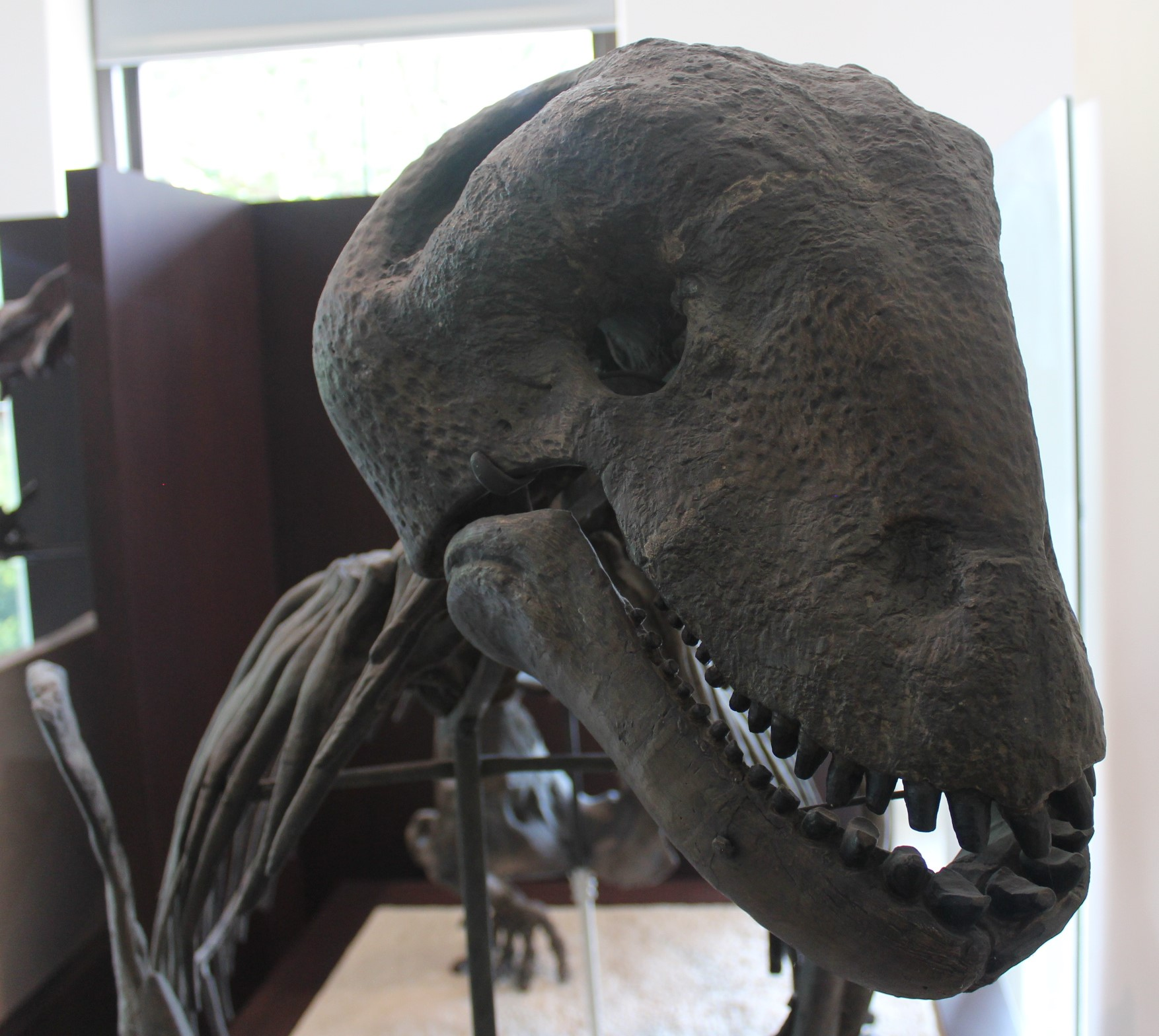
복원한 모스콥스 카펜시스의 두개골을 확대한 사진 (미국 자연사 박물관)

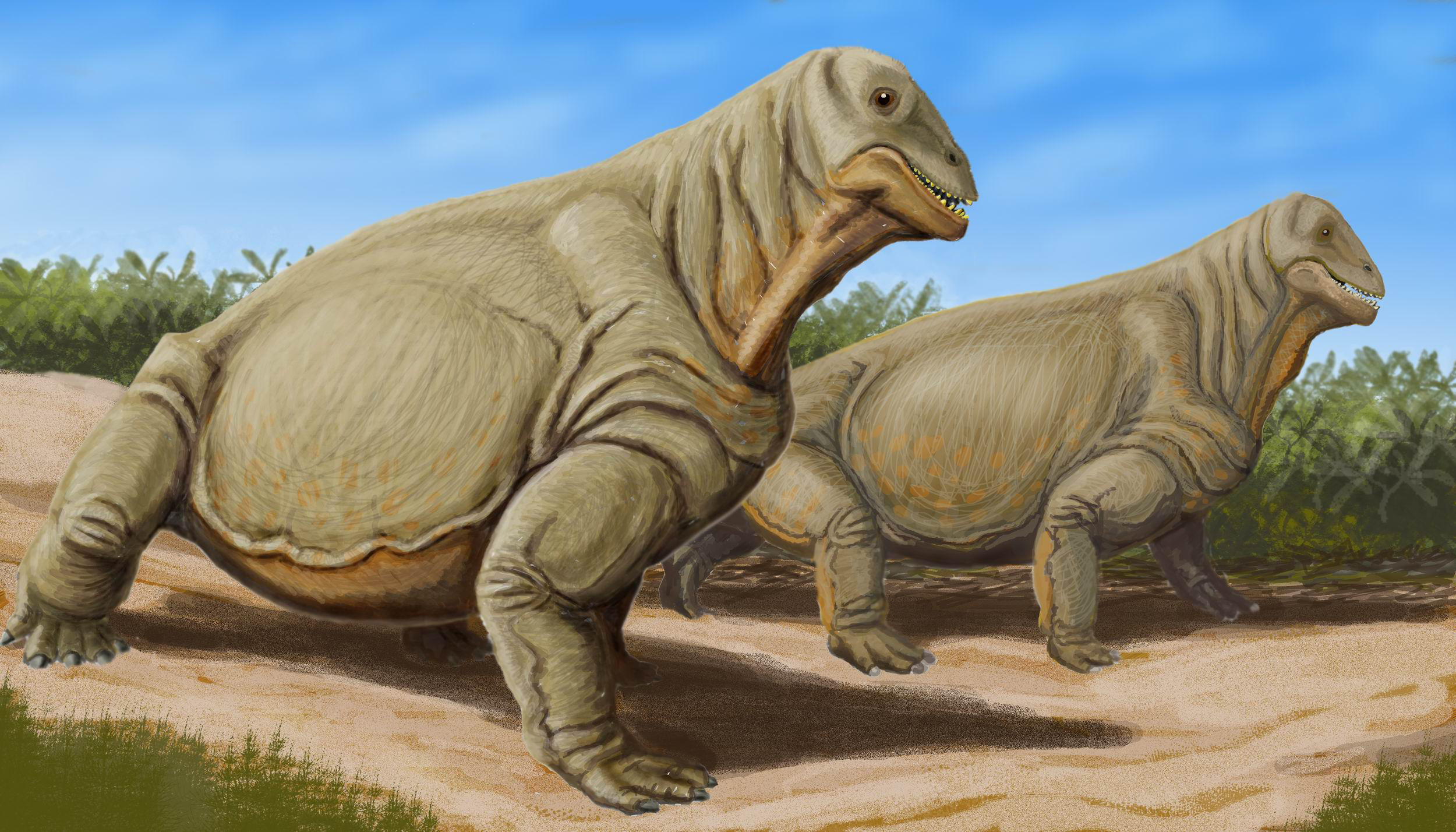
남아프리카의 반사막 지대에서 발견된 골격의 복원도를 기반으로 한 모스콥스 카펜시스의 상상도. 골격은 미국 자연사박물관에 전시되어 있다.

모스콥스는 둔중한 공두류형 단궁류로 몸길이는 2.7m에 달하며 체질량은 평균 129kg에 최대 327.4kg까지 나간다. 넓은 안와를 가진 작은 머리와 튼튼하고 짧은 목을 가진다. 타피노케팔루스과의 다른 구성종들처럼 두개골에 송과선을 위한 작은 구멍이 나 있다. 후두는 넓고 깊지만 두개골은 위쪽 경계에서 더 좁아진다. 게다가, 익상골의 궁과 턱의 각진 부위에는 턱 근육이 많이 형성되어 있다. 그로 인해 긴 관을 가진 튼튼한 이빨을 가지고 있기 때문에, 모스콥스는 소철 줄기와 같이 영양분이 부족하고 질긴 식물을 먹는 초식동물로 여겨진다. 영양분이 부족한 먹이 때문에 오랜 시간 동안 먹이를 먹어야 했을 것이다. 모스콥스의 해부 구조 덕분에 이들은 팔꿈치 관절을 더 넓게 펼칠 수 있으며, 이를 통해 당시 다른 동물들보다 더 포유류 같은 자세로 움직였을 것이다. 이것은 먹이를 섭취하면서 거대한 몸을 더 쉽게 옮기는 데 도움이 되었을 뿐만 아니라 짧지만 빠르게 속도를 낼 수 있게 했다. 모스콥스가 반수생 동물이라는 주장도 제기되었다. 모스콥스는 두개골이 꽤 두꺼워서 사람들 사이에서는 서로 경쟁할 때에 박치기를 했다는 추측을 하기도 했다. 2017년에 발표된 연구에 따르면 나중에 모스콥스 카펜시스의 두개골을 싱크로트론으로 스캔하여 이를 확인했는데, 이 두개골에서 전투 행동을 위한 중추 신경계의 수많은 해부 적응을 밝혀냈다. 아마도 티타노수쿠스과와 더 큰 수두류의 육식동물에게 잡아먹혔을 것이다.

## 초창기의 발견
모스콥스의 화석자료는 로버트 브룸(Robert Broom)이 남아프리카의 에카군(Ecca Group) (카루 초군의 일부)에서 처음 발견했다. 지질 범위가 의심스러웠기 때문에, 가까운 거리에 있는 파레이아사우루스의 화석을 바탕에 두어 에카군에서 유래한 것으로 언급되었다. 발굴 자료로 정기준표본 (AMNH 5550)과 일곱 점의 동소기준표본 (AMNH 5551-5557)이 포함되었다. 표본의 두개골 내에서 뼈 비대화의 정도가 다양했으며, 브룸은 이것이 성별과 나이의 차이와 관련이 있다고 여겼다. 1910년에 이 자료는 뉴욕시에 있는 미국 자연사 박물관으로 보내져 1911년에 기재되었다.

## 분류

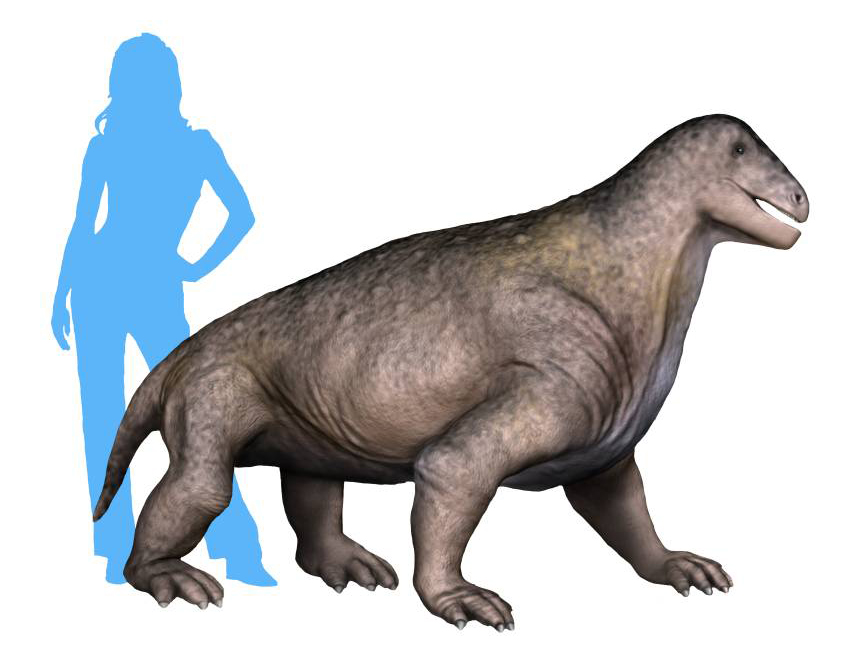
사람과의 크기 비교도

모스콥스속은 넓은 측두간골과 매우 크기가 감소한 측두와가 있는 크게 비대화한 두개골을 가지고 있는 것이 특징이다. 두 종이 화석 기록으로 남아 있다.(모스콥스 카펜시스와 모스콥스 코우펜시스) 송과선 구멍을 둘러싼 정수리에 원뿔형 돌기가 나 있다.